# Vefa

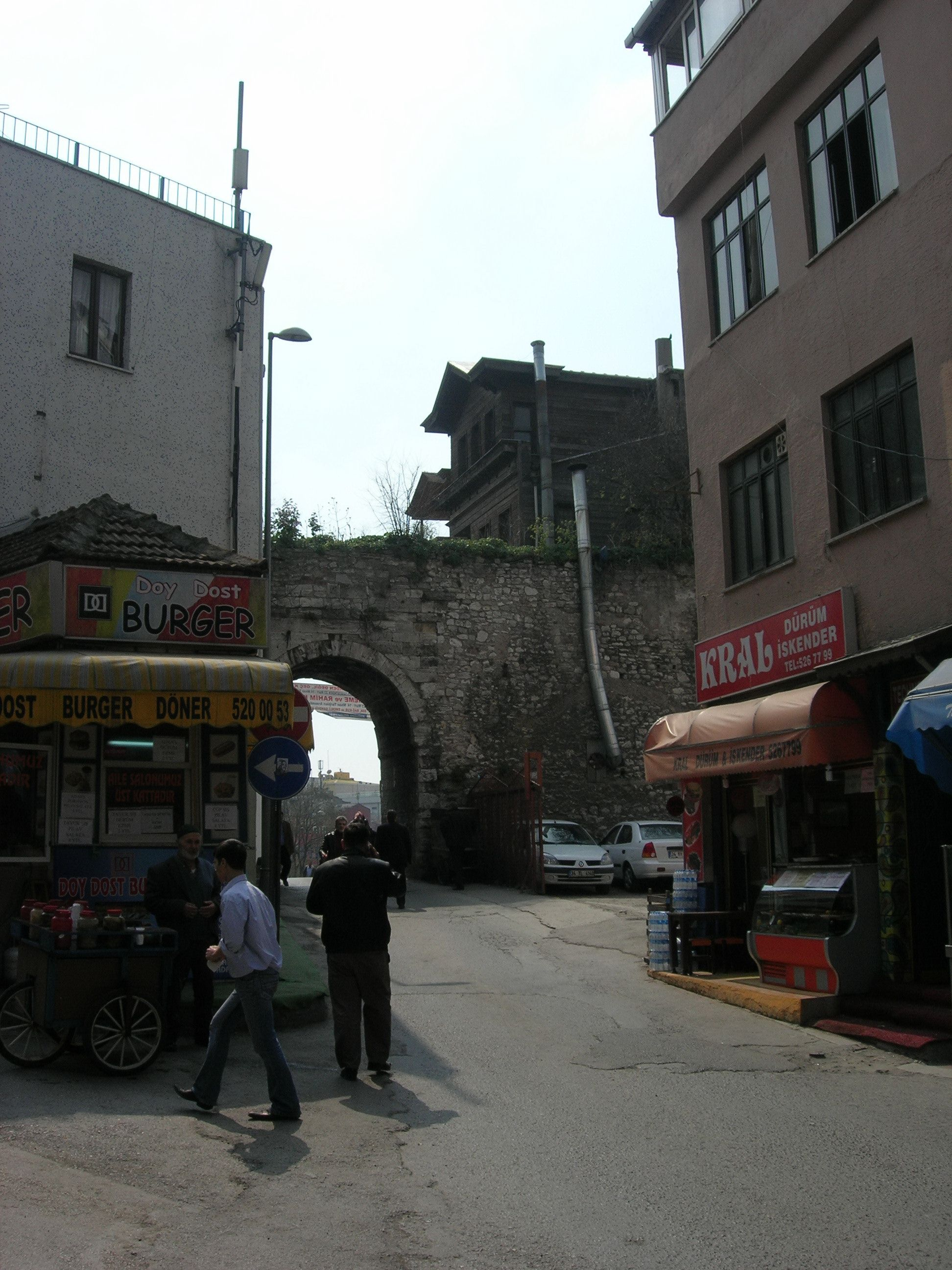
Una strada di Vefa, con un arco della sezione orientale dell'Acquedotto di Valente sullo sfondo. Alle sue spalle si trova la Moschea di Kalenderhane.

Vefa è una mahalle di Istanbul. Esso fa parte del distretto di Fatih (la città murata) e coincide con la mahalle di Mollahüsrev. Vefa è appartenuta a Eminönü tra il 1928 e il 2008. Si trova all'incirca a nord ovest della sezione orientale dell'Acquedotto di Valente, ed è ricca di monumenti, sia bizantini, come le moschee  di Kalenderhane e Vefa, che ottomani, come la moschea di Solimano. Si tratta di un quartiere pittoresco, con parecchie case di legno, sede fra l'altro del Vefa SK, una delle squadre di calcio storiche di Istanbul, e della più antica rivendita di Boza della città ancora attiva, il Vefa Bozacısı.